# تشيكاشي ماسودا
تشيكاشي ماسودا ولد في 19 يونيو 1985 هو لاعب كرة قدم ياباني يلعب حالياً في نادي الشارقة الإماراتي، شارك في دورة الألعاب الأولمبية سنة 2008 في بكين.

## روابط خارجية
- تشيكاشي ماسودا على موقع رابطة كرة القدم اليابانية للمحترفين (اليابانية)
- تشيكاشي ماسودا على موقع دوري كوريا الجنوبية (الإنجليزية)
- تشيكاشي ماسودا على موقع قاعدة بيانات كرة القدم.إي يو (الإنجليزية)
- تشيكاشي ماسودا على موقع ناشيونال فوتبول تيمز (الإنجليزية)
- تشيكاشي ماسودا على موقع Soccerway.com (الإنجليزية)
- تشيكاشي ماسودا على موقع عالم كرة القدم.نت (الإنجليزية)